# Образовање у средњовековној Србији
Образовање у средњовековној Србији развијало се упоредо са јачањем српске државе и цркве, од XII до XV века, са главним центрима писмености и учености у манастирима и, у мањој мери, на владарским и властелинским дворовима. Иако није постојао формализован школски систем у данашњем смислу, постојали су различити облици стицања знања, првенствено усмерени на описмењавање, богословске потребе и припрему за државне и црквене службе.

## Историјски контекст
Доласком Словена на Балкан и примањем хришћанства, створени су предуслови за развој писмености. Рад Ћирила и Методија и њихових ученика у ширењу словенске писмености (глагољице и касније ћирилице) имао је фундаменталан значај. Успон династије Немањића и јачање Српске православне цркве, посебно након стицања аутокефалности 1219. године заслугом Светог Саве, довели су до процвата манастирског живота, а тиме и манастирских школа и преписивачких центара.

## Облици образовања

### Манастирске школе
Манастири су били најзначајније образовне институције у средњовековној Србији. У њима су се будући монаси, али и поједини световњаци, обучавали за читање, писање и појање, што су биле основне вештине потребне за богослужење и преписивање књига. Неки од најугледнијих манастира, попут Хиландара и Студенице, имали су развијене скрипторијуме (преписивачке радионице) и библиотеке са вредним рукописима. Сматра се да је Свети Сава основао школе у Хиландару и Студеници. Иако су манастири били примарно усмерени на образовање монаха, постоје индиције да су у неким периодима и млађи дечаци могли стицати основну писменост у манастирским школама, мада је по неким одредбама из XIV века манастирима било забрањивано да подучавају сасвим малу децу.

### Образовање свештенства
Поред манастирског образовања, парохијско свештенство је такође имало улогу у описмењавању. Парохијски свештеници су често подучавали своје синове или друге младиће из парохије основним вештинама читања и писања, припремајући их за будућу црквену службу.

### Дворско образовање
На дворовима српских владара и крупније властеле, синови племића стицали су образовање које их је припремало за војне, дипломатске и административне дужности. Ово образовање је, поред писмености, вероватно укључивало и учење страних језика (посебно грчког и латинског), витешке вештине, као и основе права и дипломатије. Детаљнији подаци о организацији дворског образовања су оскудни.

### Градска училишта и световни учитељи
Постоје индиције о постојању "училишта" у већим насељима или при дворовима виђеније властеле, где су дечаци могли стицати писменост од световних учитеља ("даскала"). Сачувани подаци о овим училиштима су врло оскудни и није могуће прецизно одредити обим и садржај наставе, али је сигурно да је учење читања и писања било најважније.

## Наставни садржаји и методе
- Писменост (читање и писање): Основу образовања чинило је савладавање читања и писања. Учило се на старословенском језику српске редакције. Постојала су два основна облика ћириличног писма: уставно писмо, коришћено за писање књига, које је било читљивије, и брзопис, коришћен за писање писама и повеља, који је био теже читљив али се њиме брже писало.[1] Такође је било потребно савладати и систем скраћеница (лигатура и титли) који се користио у рукописима. За увежбавање читања коришћене су пре свега црквене књиге, у првом реду Псалтир и Часослов.[2]
- Писаћи материјал: Као писаћи материјал у школама су често коришћене навоштене таблице и стилуси (писаљке), јер су се могли употребљавати више пута. За трајније записе користио се пергамент.
- Музичко образовање: Пошто је црквено појање чинило саставни део богослужења, пажња се посвећивала и основном музичком образовању. У почетку је коришћен византијски начин бележења музике помоћу неума. Касније настају и српски музички приручници. Према наводима, један овакав српски музички приручник уништен је у бомбардовању Народне библиотеке априла 1941. године.[1]
- Остали садржаји: У зависности од врсте школе и циљева образовања, могли су се изучавати и основи аритметике, теологије, реторике, као и грчки и латински језик.

## Ниво писмености и доступност образовања
Писменост у средњовековној Србији била је углавном ограничена на свештенство, монаштво и властелу. Већина становништва била је неписмена. Ипак, постојање преписивачких радионица, библиотека и школа у манастирима, као и дворских канцеларија, сведочи о развијеној потреби за писаном речју и одређеном нивоу образованих људи.

## Значајни центри и личности
- Манастир Хиландар: Од оснивања крајем XII века, био је најзначајнији српски духовни и културни центар, са богатом библиотеком и скрипторијумом.
- Манастир Студеница: Такође важан центар писмености и уметности.
- Свети Сава (око 1175–1236): Поред свог црквеног и државотворног рада, имао је кључну улогу у развоју писмености и образовања, оснивајући школе и подстичући преписивачку делатност.
- Ресавска школа (Манастир Манасија, почетак XV века): У време деспота Стефана Лазаревића, представљала је значајан преписивачки и преводилачки центар, познат по неговању прецизног правописа и језичке норме.